# Лорелес (Тексас)
Лорелес (енгл. Laureles) насељено је место без административног статуса у америчкој савезној држави Тексас.

## Демографија
По попису из 2010. године број становника је 3.692, што је 407 (12,4%) становника више него 2000. године.
| Група             | 2000.         | 2010.         |
| Белци             | 57 (1,7%)     | 107 (2,9%)    |
| Афроамериканци    | 3 (0,1%)      | 2 (0,1%)      |
| Азијати           | 0 (0,0%)      | 1 (0,0%)      |
| Хиспаноамериканци | 3.221 (98,1%) | 3.563 (96,5%) |
| Укупно            | 3.285         | 3.692         |